# Hubert Bourdot
Abbé Hubert Bourdot, znany jako Hubert Bourdot (ur. 30 października 1861, zm. 23 września 1937) – francuski ksiądz i mykolog.
Hubert Bourdot pochodził z gminy Imphy w departamencie Nièvre. Od 1898 r. aż do śmierci był proboszczem w Saint-Priest-en-Murat. Był członkiem Société mycologique de France. Od 1919 r. pełnił w nim funkcję wiceprezesa, a w 1929 r. został honorowym prezesem. Zebrał kolekcję grzybów, którą ofiarował Muzeum Historii Naturalnej w Paryżu. W latach 1909–1925 samodzielnie opublikował 5 artykułów o grzybach i był wraz z mykologiem Amédée Galzinem współautorem 19 innych publikacji o grzybach z grupy Hymenomycetes pochodzących z Francji. Opublikowane zostały głównie w czasopiśmie  Bulletin trimestriel de la Société mycologique de France.
W nazwach naukowych utworzonych przez niego taksonów dodawane jest jego nazwisko Bourdot (tzw. cytat taksonomiczny).